# Tolomeo Gallio
Tolomeo Gallio (ur. 25 września 1527 – zm. 3 lutego 1607) – włoski kardynał.

## Biografia
W młodości był sekretarzem kardynała Giovanni Angelo Medici, przyszłego papieża Piusa IV. Biskup Martorano 1560-62, arcybiskup Manfredonii 1562-73. Sekretarz stanu Stolicy Apostolskiej za pontyfikatu Grzegorza XIII 1572-85. 1587 uzyskał promocję do rangi kardynała-biskupa kolejno Albano (1587-89), Sabiny (1589-91), Frascati (1591-1600), Porto e Santa Rufina (1600-03) i Ostia e Velletri (1603-07). Należał do prohiszpańskiej frakcji w kurii rzymskiej. Jako dziekan Kolegium Kardynalskiego przewodniczył obu konklawe w 1605. Zmarł w Rzymie.